# Pirita

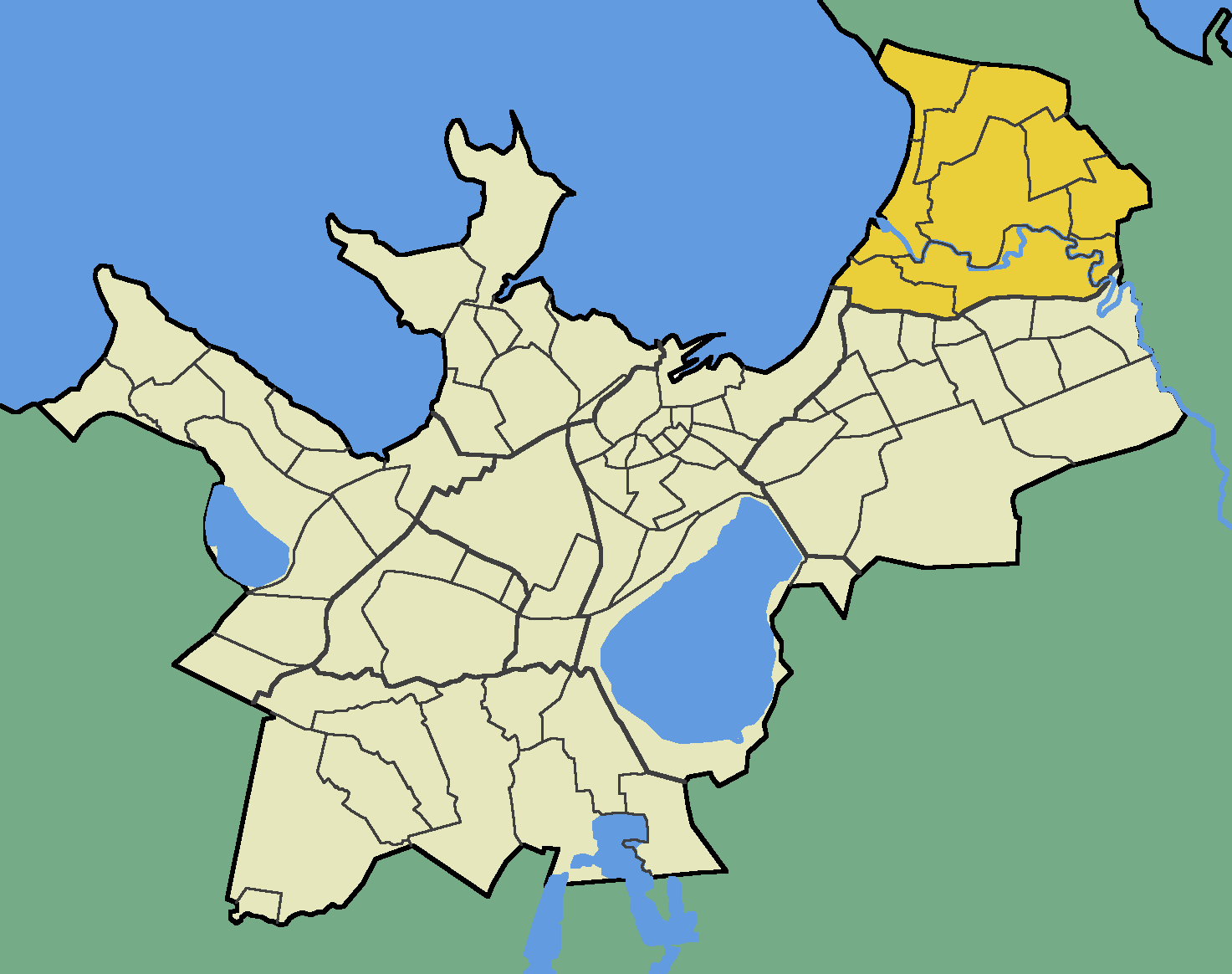
Lage von Pirita in Tallinn

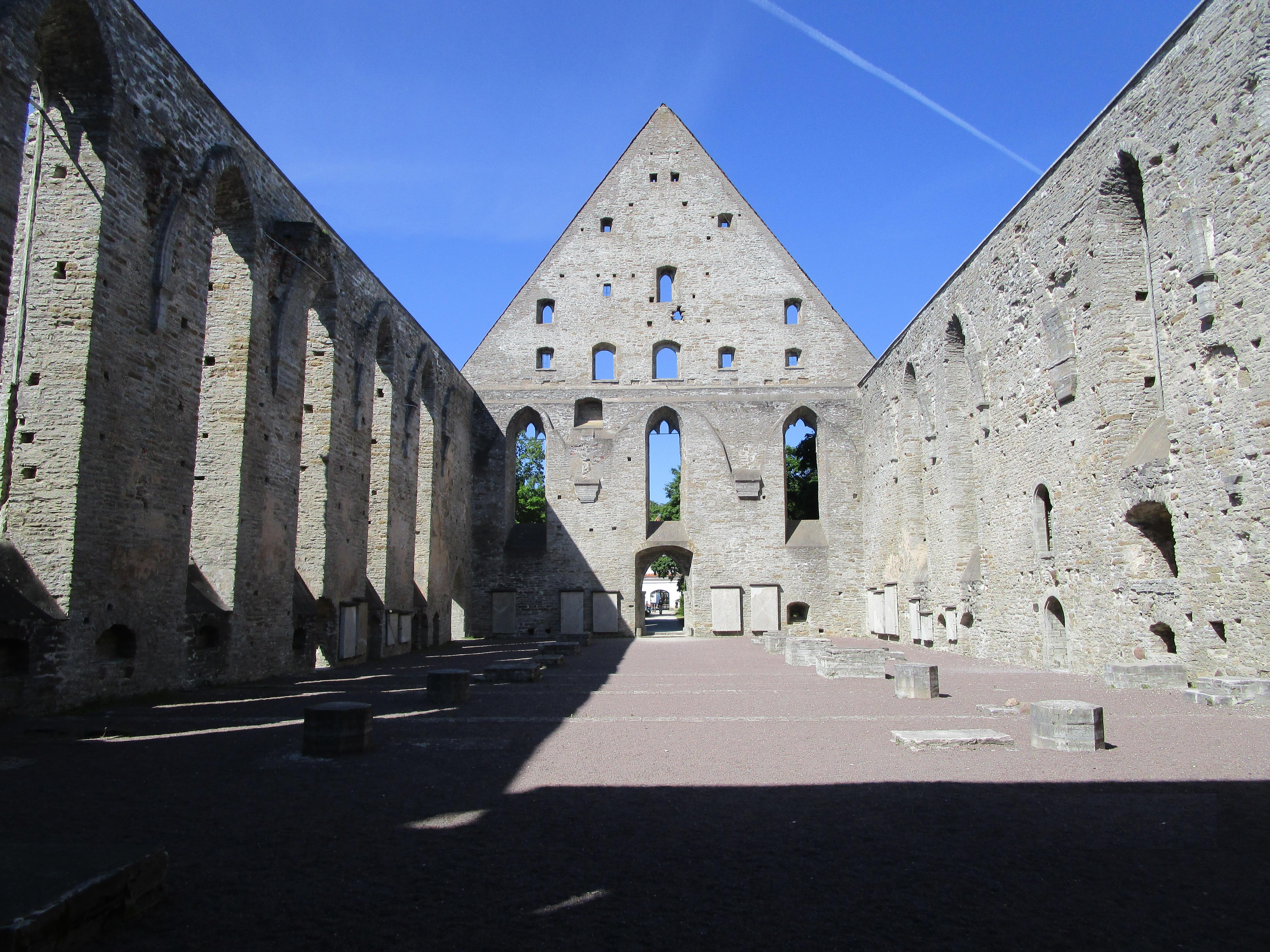
Klosterkirche Pirita mit Grabplatten

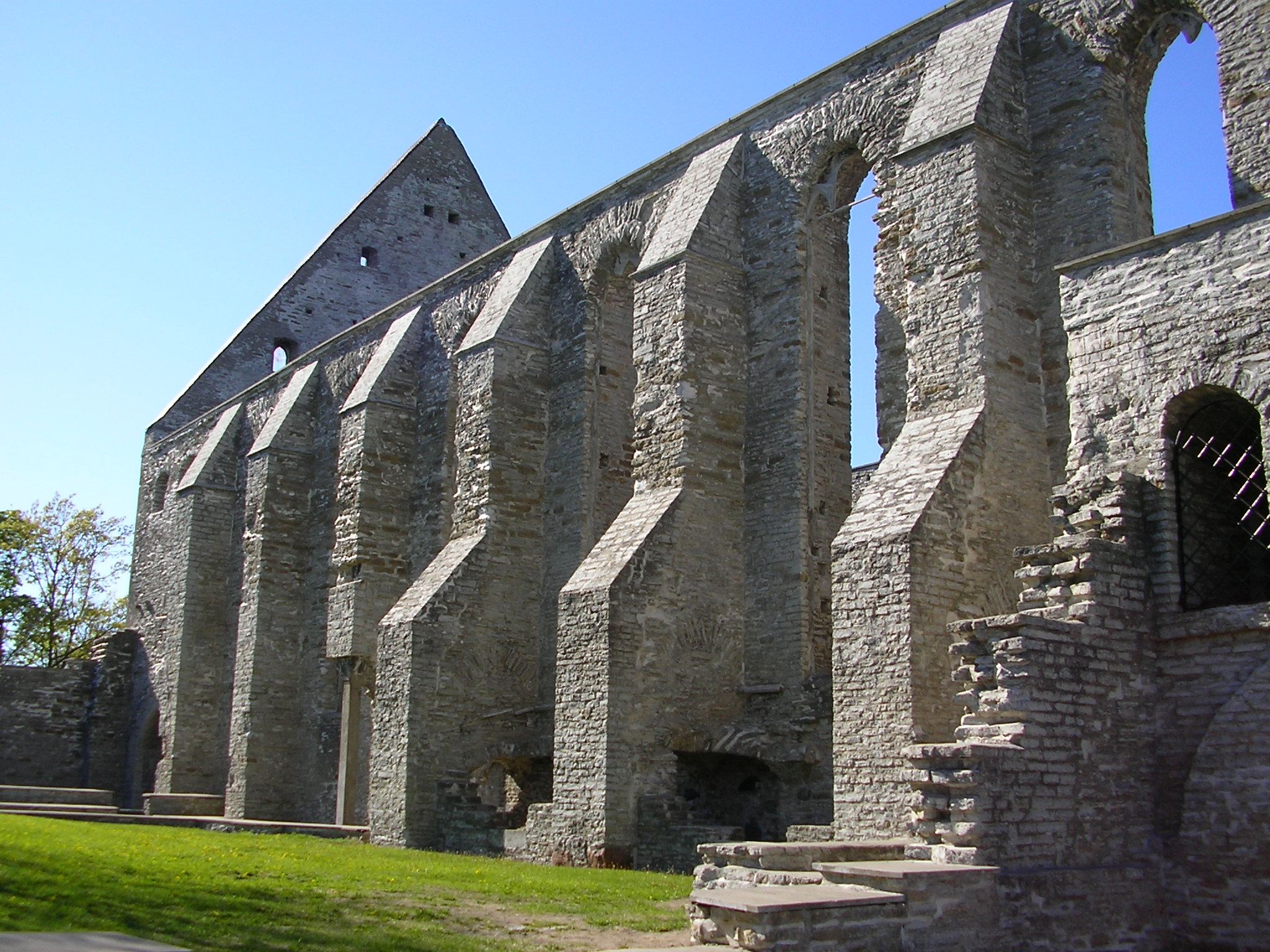
Kirchenschiff des St.-Brigitten-Klosters von außen

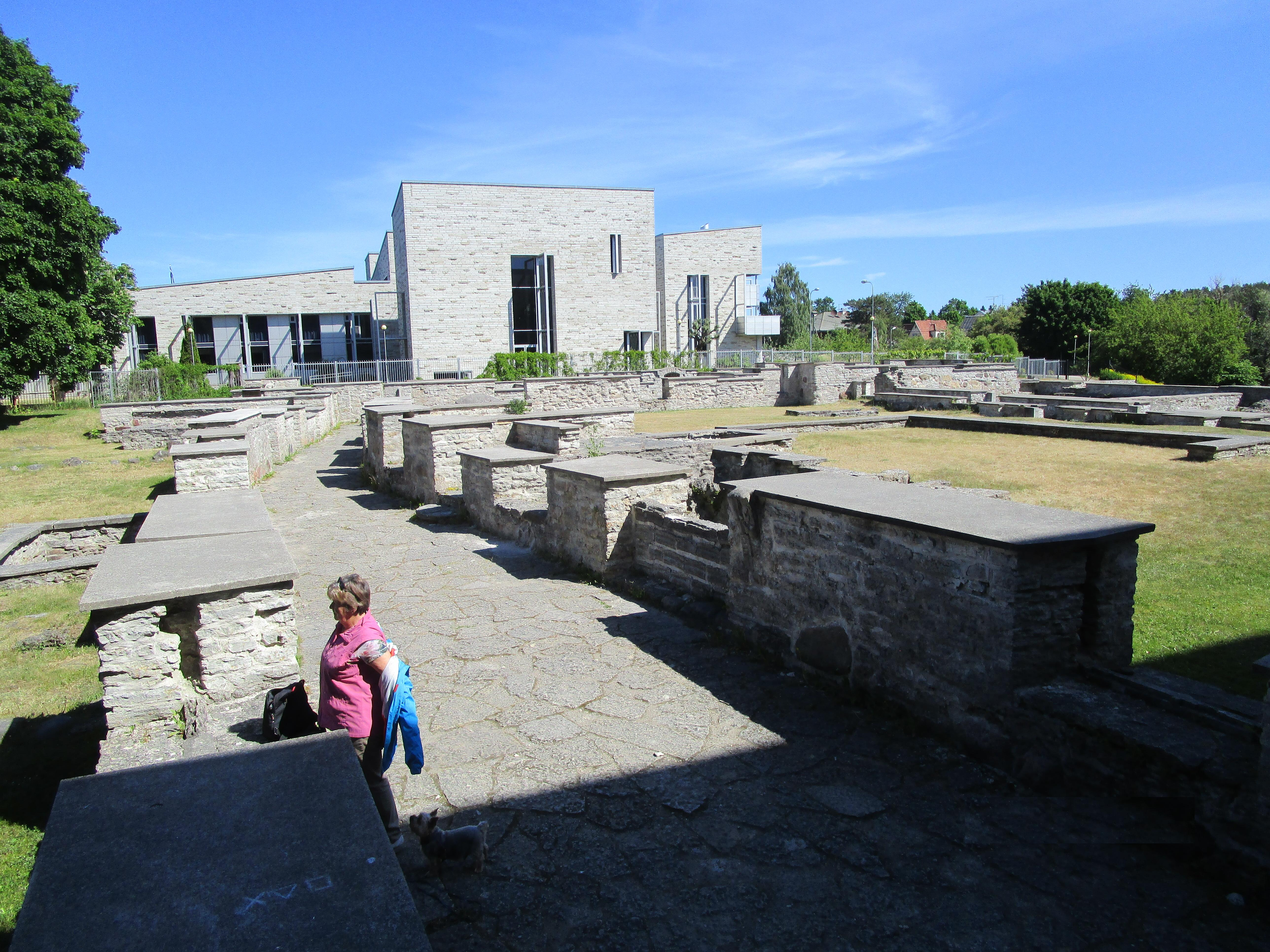
Kreuzgang und Wirtschaftsgebäude des Klosters Pirita (ausgegraben und gesichert), Hintergrund neuer Brigittenkonvent

Pirita (deutsch Brigitten, manchmal auch St. Brigitten) ist ein im Nordosten an der Tallinner Bucht (estnisch Tallinna laht) gelegener Vorort von Tallinn. Dort befinden sich der zu den Olympischen Sommerspielen 1980 in Moskau gebaute olympische Yachthafen – heute ein Segelzentrum – und die Ruinen des mittelalterlichen Sankt-Birgitten-Klosters. Vorbild für die sowjetischen Bauleute beim Bau des Yachthafens war die Architektur und das Arrangement des Olympiazentrums von Kiel-Schilksee. Hier mündet der Pirita jõgi in die Ostsee, an dessen Mündung die olympischen Segelwettbewerbe 1980 stattfanden.

## Bevölkerung
Pirita hat laut letzter Volkszählung 2011 eine Einwohnerzahl von 16.165 Bewohnern. Dabei überwiegen die estnischsprachigen Einwohner mit 76,8 %. Die russischsprechenden Einwohner zählen 20,9 % und damit weniger als die Hälfte des durchschnittlichen Anteiles in Tallinn.

## Stadtbezirke
Pirita ist in neun Bezirke unterteilt:  Iru, Kloostrimetsa, Kose, Laiaküla, Lepiku, Maarjamäe, Mähe, Merivälja und Pirita.

## Sehenswürdigkeiten
Pirita, an der Nordostseite der Tallinner Bucht an der Ostsee gelegen, ist im Sommer ein wegen seines weit ausgedehnten Sandstrandes beliebtes Ausflugsziel der Esten. In der Geschichte Estlands hat der Ort eine große Rolle gespielt.

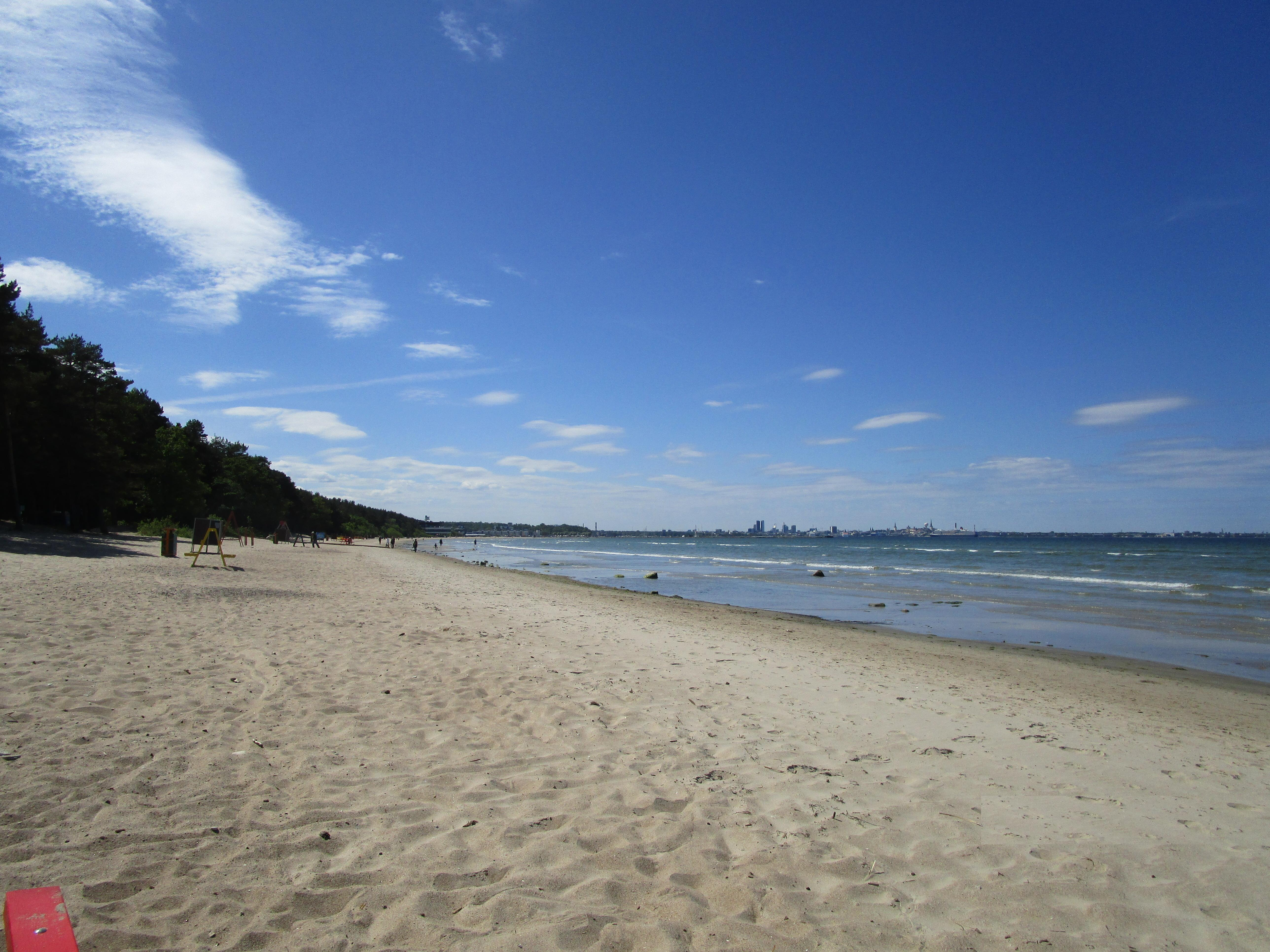
Der Strand von Pirita – Mitte Olympiahafen von 1980 – halbrechts Silhouette von Tallinn

### Birgittenkloster
Am Fluss Pirita, nicht weit von der Küste, befinden sich die Ruinen des Klosters des Birgittenordens von 1436. Erhalten ist das Kirchenschiff mit Stirn- und Giebelseiten, dazu mehrere Grabplatten und vor der Kirche viele alte Grabsteine auf dem zugehörigen Friedhof mit einer sechseckigen Kapelle. In neuerer Zeit wurden die Fundamente und Mauerreste des Kreuzganges und der Wirtschafts- und Unterkunftsbauten ausgegraben und gesichert.
Zur Blütezeit war dies das größte kirchliche Bauwerk Nordeuropas; im Livländischen Krieg 1577 zerstört, blieb von ihm nur das Ruinengelände. Neben dem historischen Klostergelände befindet sich ein neuer Frauenkonvent, der aus dem für diese Region typischen gelblich-grauen Kalkstein errichtet wurde.
Seit 2005 ist das Kloster der Veranstaltungsort des alljährlich stattfindenden Musikfestivals Birgitta-Festival, dessen Künstlerischer Leiter der estnische Dirigent Eri Klas ist.

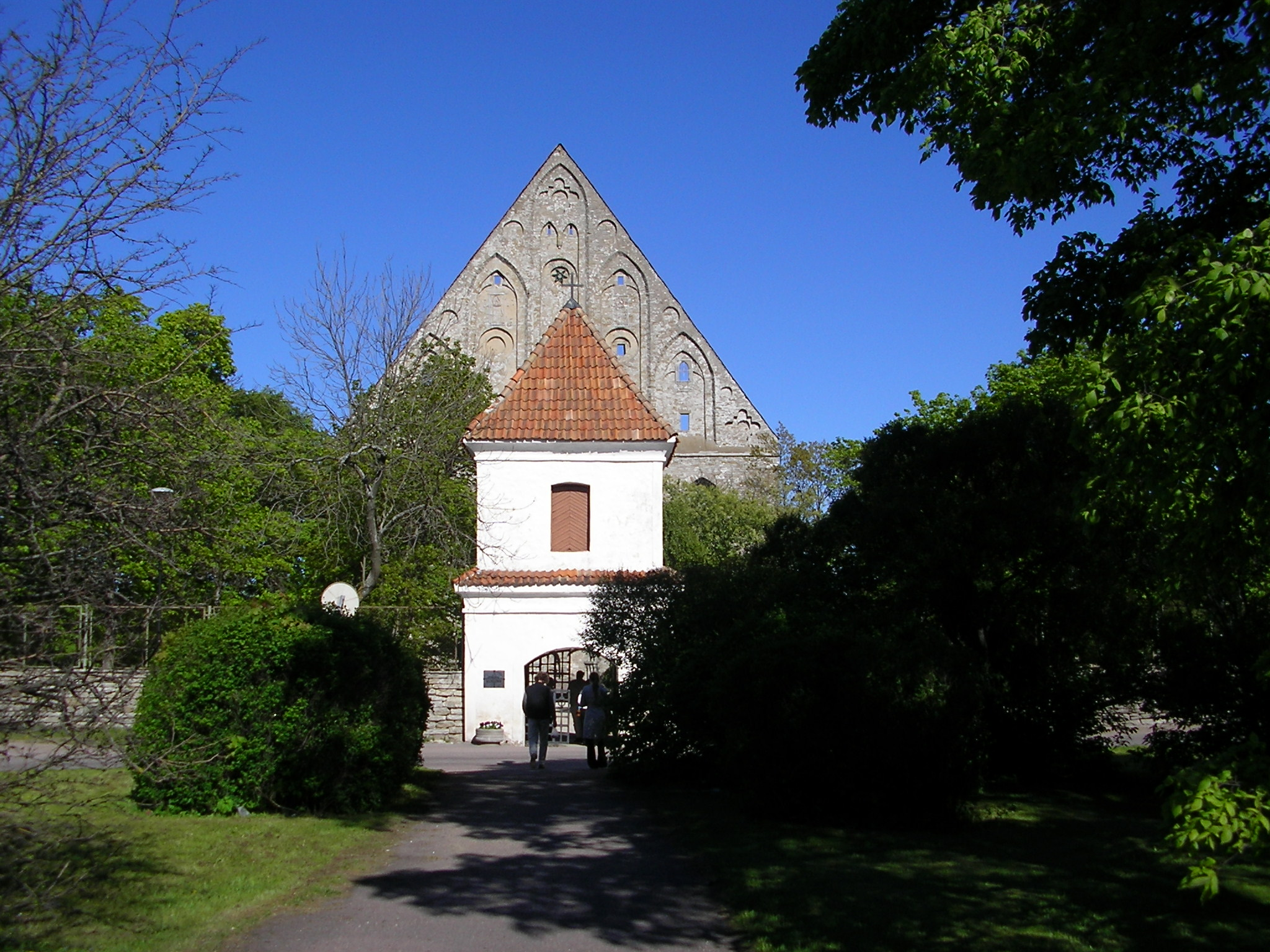
Ruinen des St.-Brigitten-Klosters
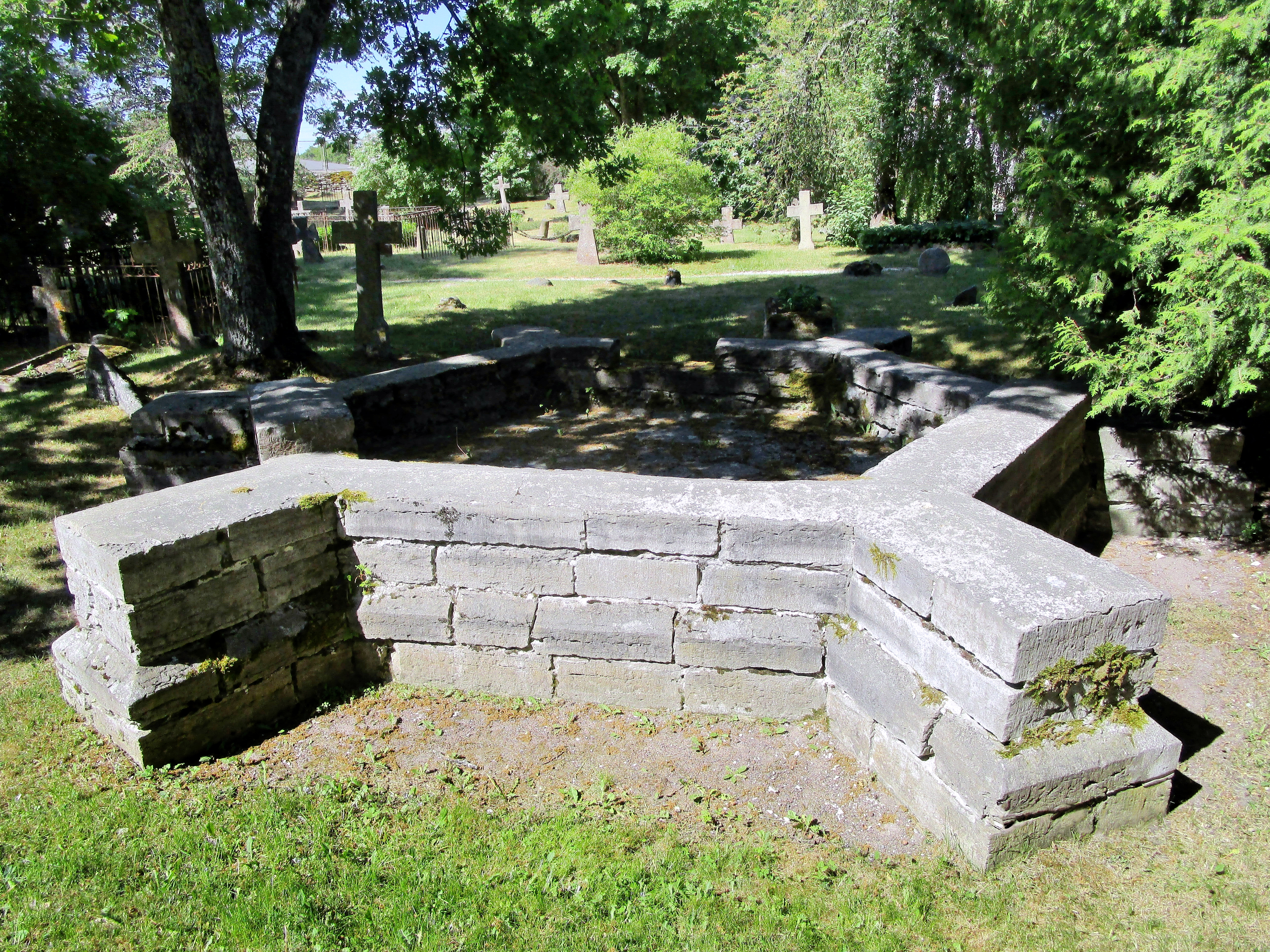
Kapellenrest und Friedhof des St.-Brigitten-Klosters
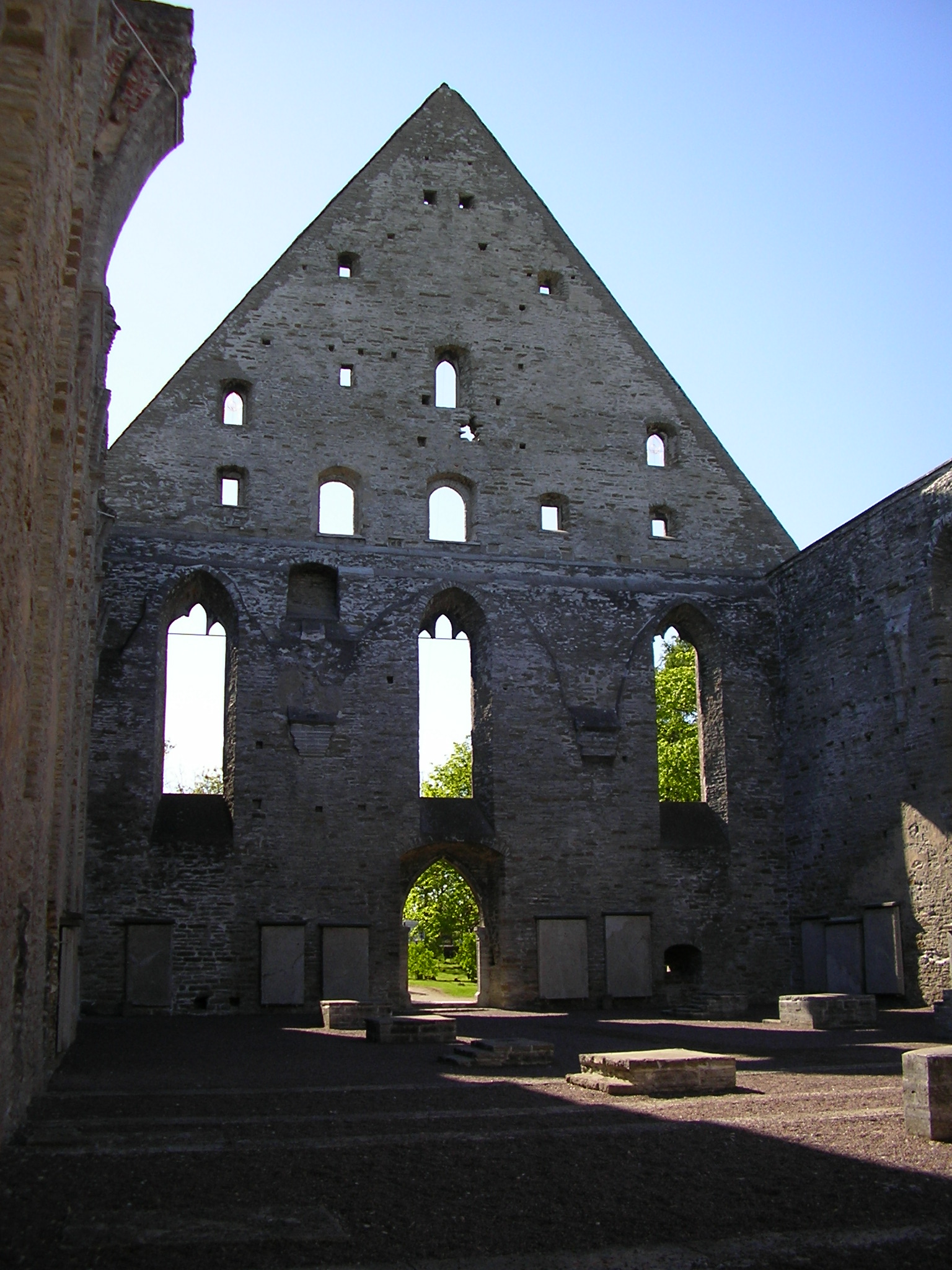
Ruinen des St.-Brigitten-Klosters
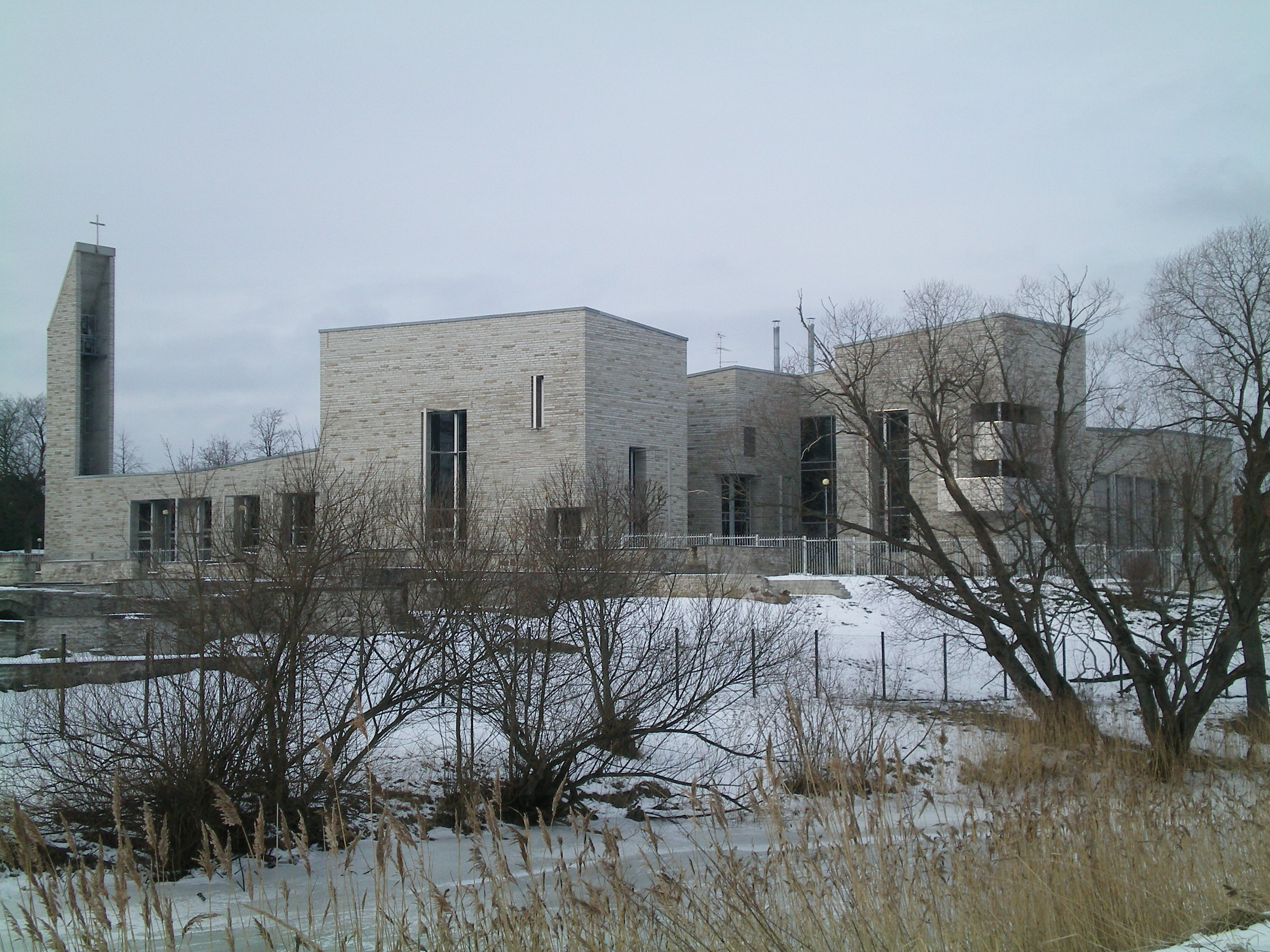
Neubau des St.-Brigitten-Klosters
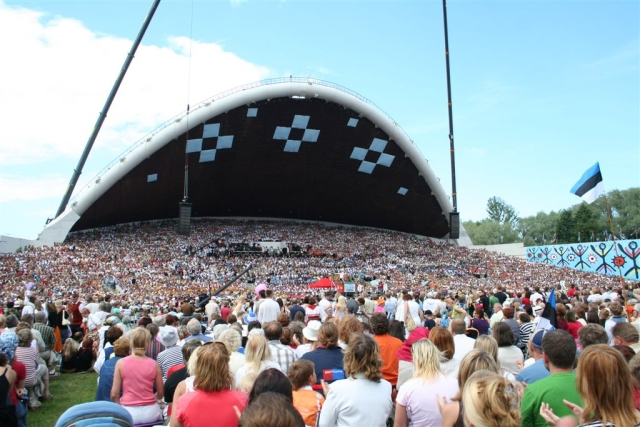
Sängerfestplatz

### Sängerfestplatz
Südwestlich von Pirita befindet sich ein weiteres Kulturdenkmal Estlands, der Lauluväljak (deutsch Liederplatz). Die Esten versammeln sich hier alle fünf Jahre zu einem großen Sängerfest. Die derzeitige Sängerbühne ist ein Beispiel für die estnische Architektur der Moderne, sie stammt von Henno Sepmann gemeinsam mit Alar Kotli und Endel Paalmann aus dem Jahr 1959.
Die Tradition von Gesang als Erinnerung und als Weg des Aufstands – Funktionen des Singens, die im übrigen Europa verblasst sind – haben den Esten geholfen, sich ihrer gefährdeten kulturellen Identität zu versichern. Entsprechende Bedeutung hatten ihre von den Sowjets verbotenen Lieder, die hier erstmals 1988 wieder erklangen, zugleich mit der Forderung nach nationaler Unabhängigkeit. Unter dem Stichwort der Singenden Revolution ist die Wiedererlangung der staatlichen Souveränität der baltischen Staaten in die Geschichte eingegangen.

### Maarjamäe (Marienberg)
Ebenfalls südwestlich von Pirita befindet sich der Gutshof Maarjamäe (deutsch Marienberg). Er gehörte die längste Zeit seiner Geschichte der russischen Adelsfamilie Davydov-Orlov. Heute ist dort ein Museum mit Exponaten aus der estnischen Geschichte von der deutschbaltischen Zeit bis zum Stalinismus untergebracht. In der Nähe befinden sich ein sowjetischer und ein deutscher Soldatenfriedhof.

### Metsakalmistu-Friedhof
Nordöstlich von Pirita liegt der Tallinner Waldfriedhof. Auf ihm sind zahlreiche estnische Künstler und Politiker begraben.

## Natur
Im Küstenbereich des Stadtteils Pirita mündet der gleichnamige Fluss in die Ostsee. Auf seinen letzten Kilometern durchquert der Fluss hierbei ein Landschaftsschutzgebiet (estnisch: Pirita jõeoru maastikukaitseala).